# Попов, Александр Евгеньевич (журналист)
Александр Евгеньевич Попов (род. 13 декабря 1980, Новосибирск) — российский журналист, член Союза журналистов России (Томское отделение), бывший шеф-редактор региональных приложений журнала «Эксперт».

## Биография
Родился 13 декабря 1980 года в Новосибирске. С 1996 по 1998 год учился в Специализированной школе информатики Высшего колледжа информатики НГУ, отделение «Гуманитарная информатика». С 1998 по 2003 годы учился на факультете журналистики Новосибирского государственного университета. С 2001 по 2003 год работал Заместителем руководителя пресс-службы и главным редактором газеты Новосибирского государственного университета «Университетская жизнь». До 2005 года Александр работал в Издательском доме «Сибирь-Пресс» (Новосибирск). Далее работал еще в нескольких компаниях. С августа 2006 года Александр стал работать в журнале «Эксперт». В июле 2010 года стал главным редактором журнала «Эксперт Сибирь». С 1 апреля 2014 года Александр Попов занял должность Шеф-редактора региональных приложений журнала «Эксперт». В 2014 году работал главным редактором создававшегося журнала «Эксперт Татарстан». Несколько месяцев 2015 года работал шеф-редактором журнала «Эксперт-Казахстан», по сути, «перезагружая» работу редакции. С ноября 2015 по май 2016 года Александр стал работать в Холдинговой компании «Сибирский деловой союз», в должности заместителя вице-президента по СМИ.
Статьи Александра Попова посвящены множеству тем, но в основном экономике и развитию экономики в Сибирском регионе Российской Федерации. Имеет богатый опыт в жанре интервью. Побывал во многих сибирских городах, о которых писал интереснейшие репортажи. В частности, в 2013 году вышла его статья «Недостроенное счастье» об Усть-Илимске в Восточной Сибири.

## Статьи
- Личный блог Александра с избранными статьями
- Александр на facebook
- Статьи Александра Попова в журнале «Эксперт» Архивная копия от 28 марта 2016 на Wayback Machine
- Интервью с Александром в программе «Утренний кофе»